# Врастама
Врастама (грч. Βράσταμα) је насељено место у општини Полигирос у периферији Средишња Македонија, Грчка. Према попису из 2021. године било је 720 становника.
На попису из 1913. године у Врастами је живело 1.500 Грка.